# نستور لورنسو
نستور لورنسو (اسپانیایی: Néstor Lorenzo‎؛ زادهٔ ۲۶ فوریهٔ ۱۹۶۶) بازیکن سابق و مربی فوتبال اهل آرژانتین است.
از باشگاه‌هایی که در آن بازی کرده‌است می‌توان به باشگاه ورزشی سن لورنسو آلماگرو، باشگاه فوتبال بانفیلد، باشگاه فوتبال سوئیندون تاون، باشگاه فوتبال آرژانتینوس جونیورز، باشگاه فوتبال بوکا جونیورز، و باشگاه فوتبال باری اشاره کرد.
وی همچنین در تیم ملی فوتبال آرژانتین بازی کرده‌است.